# Чеслав Окінчич

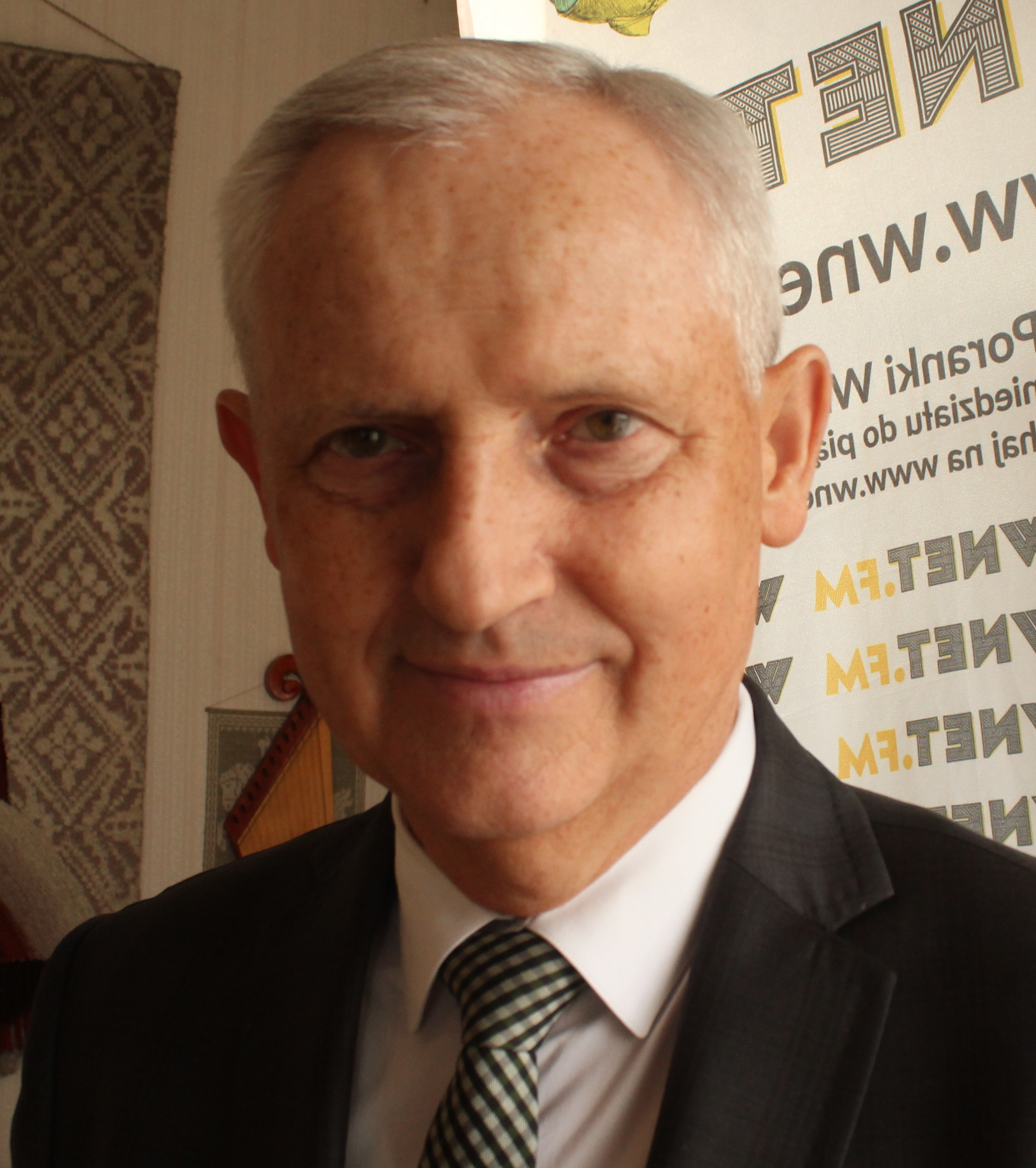
Окінчиц у 2017 році

Чеслав Окінчич (пол. Czesław Okińczyc; народився 13 вересня 1955 року) - польсько-литовський політик, який народився у Вільнюсі. У 1990 році він був серед тих, хто підписав Акт про відновлення Литовської держави.
З 2018 року Чеслав Окінчич обіймає посаду президента федерації гольфу Литви.